# Kahla/Thüringen Porzellan

Aktie über 1000 RM der Porzellanfabrik Kahla vom September 1935

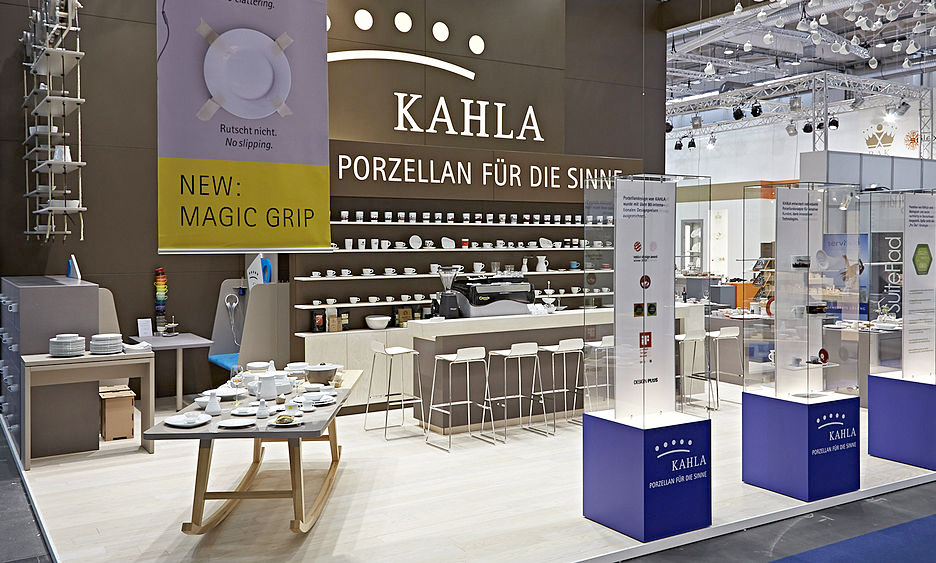
Kahla auf der Internorga-Messe, Hamburg 2014

Die Porzellanmanufaktur Kahla/Thüringen GmbH ist ein deutscher Hersteller von Haushalts- und Hotelporzellan mit Sitz in Kahla.

## Geschichte
Die Porzellanfabrik Kahla wurde 1844 von Christian Eckardt gegründet. Begonnen hatte die Produktion von Kahlaer Porzellan mit 20 Beschäftigten am 27. August 1844. Im Jahr 1856 übernahm August Koch den Betrieb, der im Jahr 1888 in die Gesellschaftsform einer Aktiengesellschaft umgewandelt wurde. Die Firma entwickelte sich schnell zur größten Porzellanfabrik Thüringens und war 1914 einer der größten Porzellanhersteller in Deutschland. Spätestens ab 1884 nutzte das Unternehmen den nahe gelegenen Walpersberg zum untertägigen Sandabbau. Ab 1924 wurden der Kahlaer Porzellanwerke A.G. die Porzellanwerke Arzberg, Schönwald, Margarethenhütte und Hermsdorf Isolatoren angegliedert. Trotz Wirtschaftskrisen konnte sich Kahlaer Porzellan durchsetzen, vor allem durch sein berühmtes Kobaltblau und sein bekanntes und in vielen Haushalten benutztes Seriengeschirr mit Strohblumen- und Zwiebelmusterdekor.
Nach dem Zweiten Weltkrieg firmierte die Porzellanfabrik Kahla zunächst als Sowjetische Aktiengesellschaft, am 1. Mai 1952 als Volkseigener Betrieb. 1961 baute die staatliche Verwaltung am heutigen Standort ein neues Porzellanwerk. Die moderne Tunnelofentechnik wurde in Betrieb genommen und die bis Ende der 1960er Jahre in der Stadt Kahla verstreuten Betriebsstätten schlossen ihre Arbeitsräume. Es gab somit nur noch einen Standort.
Am Standort Schönwald/Oberfranken wurde die Porzellanfabrik Kahla AG 1949 neu begründet. Hauptaktionäre waren mit je 25 % die Deutsche Bank und die Commerzbank. 1972 wurde diese von der Hutschenreuther AG übernommen und firmiert heute unter dem Namen BHS Tabletop AG.
50 Prozent der Produktion des in Kahla verbliebenen VEB wurden damals in über 30 ost- und westeuropäische Länder exportiert. Kahla wurde als VEB Feinkeramik zum Zentrum der Porzellanindustrie in der DDR. Bis 1979 gehörten 17 Porzellanwerke mit 18.000 Beschäftigten zu diesem Kombinat, welches sich ab diesem Jahr VEB Vereinigte Porzellanwerke Kahla nannte. Hinzu kam die Gründung des VEB Kombinat Feinkeramik Kahla mit Sitz in Kahla als Rechtsnachfolger der Vereinigung Volkseigener Betriebe Keramik Erfurt. Nach der Wende privatisierte die Treuhand 1991 das Unternehmen, das allerdings schon zwei Jahre später 1993 Konkurs anmelden musste.
1994 gründete Günther Raithel, ehemaliger Rosenthal-Vorstand, als mehrheitlicher Gesellschafter die Kahla/Thüringen Porzellan GmbH. Die Thüringer Industriebeteiligungsgesellschaft besaß 49 % der Anteile.
Die Fertigungsanlagen wurden modernisiert und die Produkte in zwei Linien unterteilt: Kahla Elegance und Kahla Modern. Die Porzellanform „Aronda“, entwickelt von der Designerin Barbara Schmidt wurde auf der Messe Ambiente in Frankfurt/Main 1994 erfolgreich vorgestellt. Im Frühjahr 1995 wurde der Bereich Kahla-Hotelporzellan als zweites Standbein geschaffen. Von der System- bis zur Spitzengastronomie deckte das Unternehmen nun alle Bedürfnisse ab. Begleitet wurde diese Entwicklung mit der aufwändigen Einführung eines eigenen Qualitätsmanagementsystems, welches 1996 nach europäischem Standard DIN ISO 9001 zertifiziert wurde. Im Jahr 2000 übernahm die Familie Raithel die restlichen Anteile vom Land Thüringen und hielt diese bis zur Insolvenz 2020.
Mit der Neugründung 1994 erfolgten umfangreiche Investitionen in moderne Fertigungstechnologien, in den Aufbau der Marke und in ein wettbewerbsfähiges Vertriebssystem. Inzwischen produziert das Unternehmen mehr als 2000 unterschiedliche Produkte, 45.000 Teile werden am Standort in Kahla jeden Tag hergestellt. Für innovatives Produktdesign, intelligente und ökologische Konzepte wurde Kahla seither mit mehr als 100 internationalen Designpreisen ausgezeichnet. 2005 erfolgte die Patentierung des Porzellans touch! mit einer samtweichen Oberflächenbeschichtung. 2006 wurde in Kahla eine Tassendruckgussanlage in Betrieb genommen, die heute Tassen für verschiedene Kaffeeröster herstellt. 2009 präsentierte Kahla mit der Einführung der neuen Porzellanform TAO seine Nachhaltigkeitsstrategie „Pro Öko“. Nach der Installation einer Photovoltaikanlage auf den Dächern der Produktionshallen erfolgte 2011 eine Millionen-Investition in ein ressourceneffizientes Ofen- und Handlingsystem zur Standortsicherung der Porzellanproduktion Made in Germany. Die neue Brennofenanlage mit einer Länge von 56 Metern und individuellen Brenntemperaturen je nach Porzellanprodukt und nach Entfernung im Brennofen um 900 bis 1400 Grad Celsius, basierend auf Erdgas, leistet ca. 25 % mehr Produktkapazität und das bei 40 % reduzierten CO2-Emissionen, jeweils bezogen auf die beiden Vorgänger-Öfen. Fünf Jahre vor dem Pariser Klimaabkommen von 2015 wurde das Ziel der beachtlichen CO2-Reduzierung im Jahr 2011 umgesetzt. 2012 erhielt Kahla die Zertifizierung als umweltfreundliches Unternehmen nach der ISO 14001-Norm. Im Jahr 2014 wurde Kahla Mitglied des Nachhaltigkeitsabkommens Thüringen (NAT), einem Netzwerk für nachhaltiges Wirtschaften und feierte 170 Jahre „Made in Germany“. Seit 2018 bietet Kahla „Intelligentes Porzellan“ mit RFID-Technologie an, um u. a. logistische Prozesse zu automatisieren und zu vereinfachen.
Im März 2020 meldete die Kahla/Thüringen Porzellan GmbH Insolvenz an, nachdem ein Großauftrag in der Corona-Pandemie storniert worden war. Mehrere Interessenten bekundeten während der sechsmonatigen Insolvenz in Eigenverwaltung ihr Kaufinteresse, wobei schließlich die HANSA Beteiligungsgesellschaft mbH den Zuschlag des Betriebsrats sowie der Banken und des Gläubigerausschusses erhielt.
Mit der Neugründung der Porzellanmanufaktur Kahla/Thüringen GmbH wurde der Betrieb dann am 1. September unter Beibehaltung von Standort, Mitarbeitern, Immobilien und Anlagen wieder regelhaft aufgenommen. Es folgte eine umfassende Restrukturierung und die Zusammenfassung von Produktion und Verwaltung am Standort Kahla. Trotz der gestiegenen Energiepreise 2022 befindet sich das Unternehmen wieder auf Wachstumskurs. Im Dezember 2024 feierte man das 180-Jährige Bestehen des Unternehmens.

## Galerie

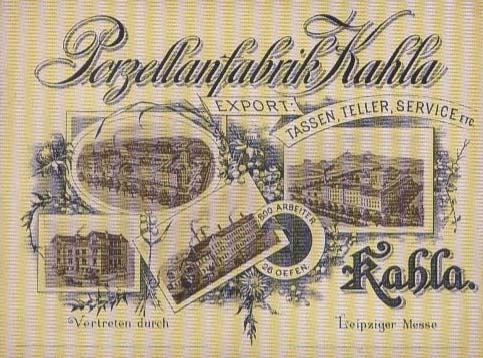
150 Jahre Porzellan Buch
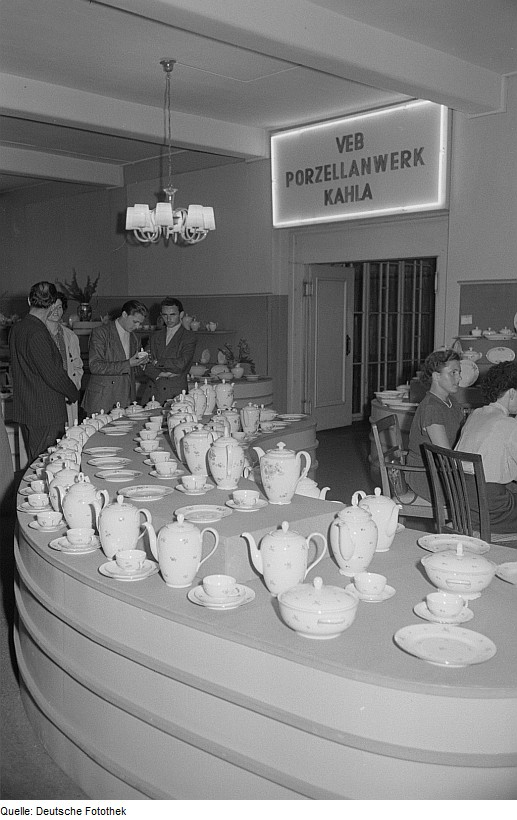
Stand des VEB Porzellanwerk Kahla auf der Leipziger Herbstmesse 1953
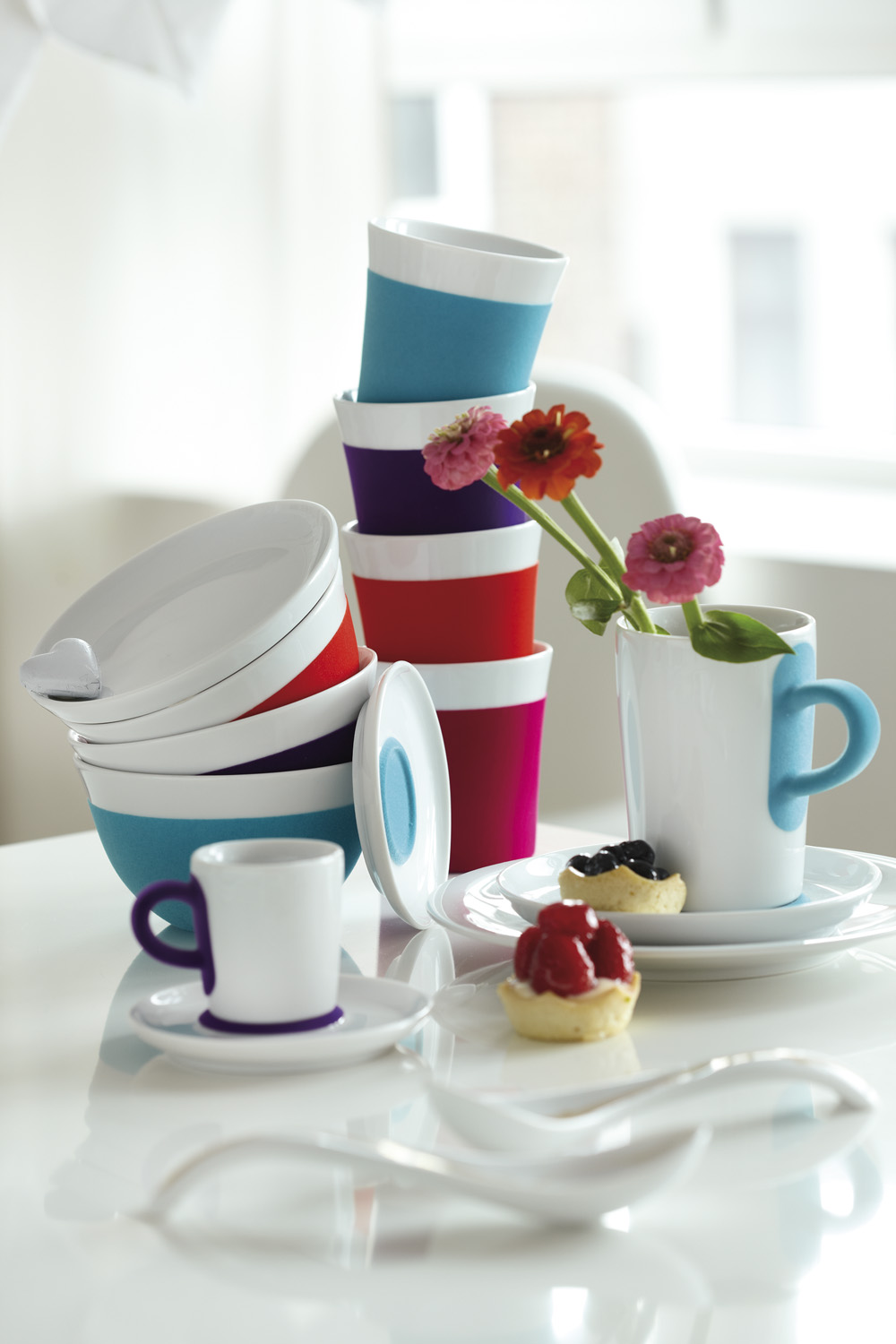
Porzellanserie TOUCH!
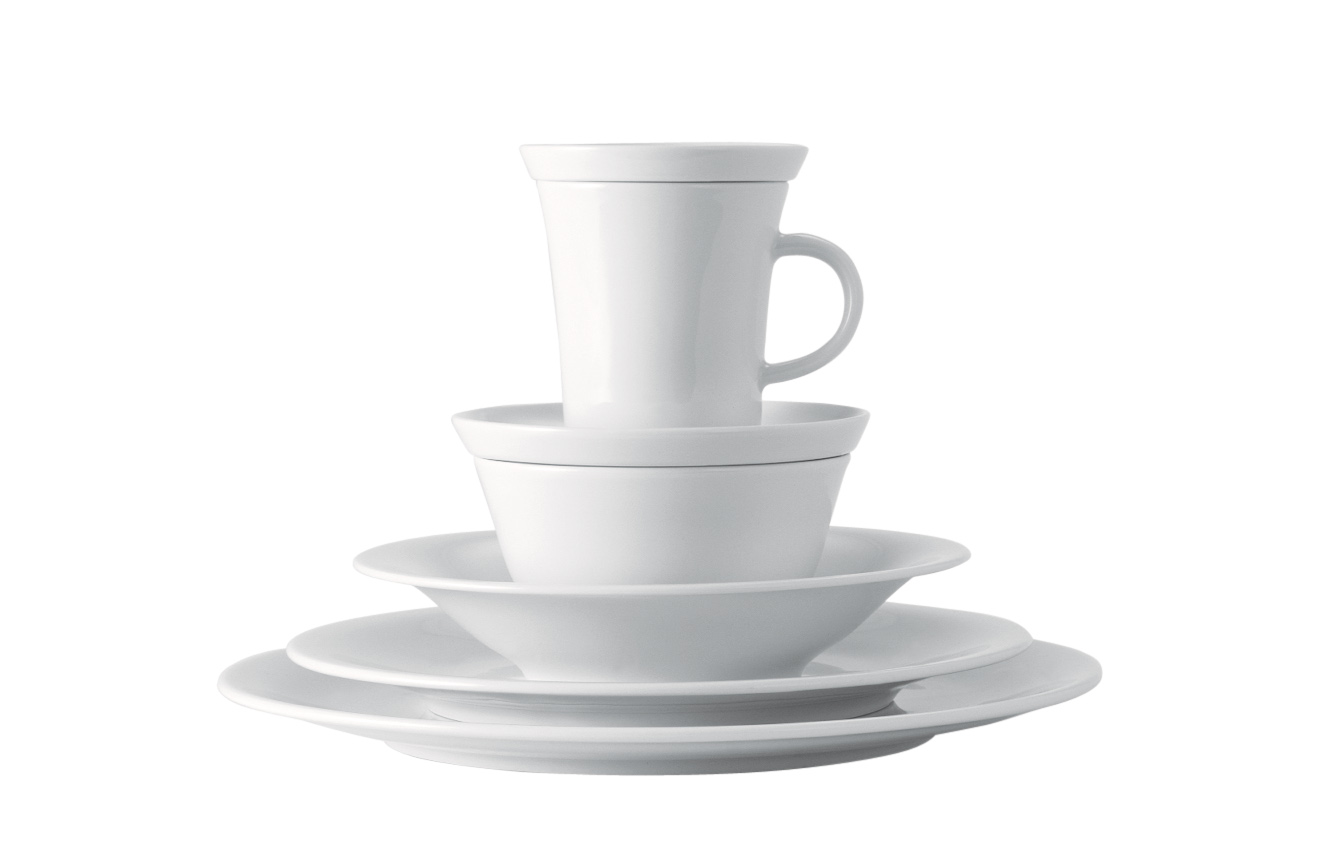
Porzellanserie UPDATE
Kahla Porzellanteller – Wirkung von Viagra wird in anschaulicher Zeichensprache dargestellt